# Кауквере, Тынис
Тынис Кауквере (эст. Tõnis Kaukvere; 19 марта 1986, Янеда, сельсовет Лехтсе, Пайдеский район) — эстонский футболист и игрок в мини-футбол, полузащитник.

## Биография
В начале взрослой карьеры играл за команды, входившие в систему таллинской «Флоры» — «Флора» (Кехтна), «Лелле СК», «Тервис» (Пярну), «Валга», «ХЮЙК» (Эммасте), «Уорриор» (Валга), «Флора-2» (Таллин). В высшей лиге Эстонии дебютировал в составе «Валги» 2 августа 2004 года в матче против ТФМК, а всего за клубы из Валги провёл за два с половиной сезона 62 матча и забил 3 гола в высшей лиге. В основной команде «Флоры» сыграл один матч — 24 апреля 2007 года в игре против «Транса» заменил на 82-й минуте Тыниса Ванна, клуб в том сезоне стал серебряным призёром.
В 2008 году перешёл в состав дебютанта высшей лиги «Нымме Калью» (Таллин), где в течение трёх лет был основным игроком, сыграв 95 матчей. В 2009 году забил 11 голов в чемпионате, став вторым снайпером своего клуба после бразильца Фелипе Нунеса (20). Финалист Кубка Эстонии 2008/09. Летом 2009 года сыграл 2 матча в Лиге Европы.
В 2011 году ушёл из «Нымме Калью» и несколько лет играл на любительском уровне за «ХЮЙК» (Эммасте). В 2012 году стал победителем зонального турнира второй лиги и четвёртым бомбардиром турнира (23 гола), затем со своим клубом играл в первой лиге Б (третий дивизион). В конце карьеры выступал в пятом дивизионе Норвегии за «Сёрумсанд» и в пятом дивизионе Эстонии за «Отепя».
Всего в высшей лиге Эстонии сыграл 160 матчей и забил 18 голов.
Выступал за молодёжную сборную Эстонии.
В первой половине 2010-х голов также играл в мини-футбол за столичные «Нымме Калью» и «Аугур». В декабре 2014 года сыграл за сборную Эстонии по мини-футболу в матче против Армении (0:2).
По состоянию на 2021 год — ассистент тренера норвежского «Сёрумсанда».

## Достижения
- Серебряный призёр чемпионата Эстонии: 2007
- Финалист Кубка Эстонии: 2008/09